# Aristides (kunstschilder)
Aristides (Oudgrieks: Ἀριστείδης / Aristeides) was een Thebaans kunstschilder, die leefde in de eerste helft van de 4e eeuw v.Chr..
Hij schilderde onder meer een Stervende moeder met kind en allerlei mythologische voorstellingen. Maar bovenal werd hij beroemd door een groot schilderij, Gevecht tegen de Perzen, waarop meer dan honderd personen voorkwamen. Het was voor de eerste maal dat een afbeelding van grote mensenmenigten in de geschiedenis van de Griekse schilderkunst voorkwam.
- Gemeinsame Normdatei: 129158321
- Union List of Artist Names: 500095619
- Virtual International Authority File: 96384302